# Igor Radziewicz-Winnicki
Igor Radziewicz-Winnicki (ur. 5 września 1976 w Katowicach) – polski lekarz, pediatra, w latach 2012–2015 podsekretarz stanu w Ministerstwie Zdrowia.

## Życiorys
Absolwent studiów medycznych w Śląskiej Akademii Medycznej w Katowicach. W 2006 uzyskał stopień naukowy doktora nauk medycznych na podstawie rozprawy zatytułowanej Ocena czynników psychosomatycznych u dzieci w wieku szkolnym z dyspepsją czynnościową. W 2008 uzyskał ukończył specjalizację z zakresu pediatrii, a w 2011 w dziedzinie zdrowia publicznego.
Pracę zawodową zaczynał jako lekarz stażysta w Okręgowym Szpitalu Kolejowym w Katowicach. Później zatrudniony w poradniach medycyny rodzinnej. W 2004 został nauczycielem akademickim w Śląskiej Wyższej Szkole Zarządzania im. gen. Jerzego Ziętka w Katowicach. Od 2002 zawodowo związany z macierzystą uczelnią, pracując najpierw w Klinice Pediatrii, od 2008 jako wykładowca w Zakładzie Promocji Zdrowia i Pielęgniarstwa Środowiskowego Katedry Pielęgniarstwa Wydziału Opieki Zdrowotnej, a od 2010 jako wykładowca w Zakładzie Pielęgniarstwa i Społecznych Problemów Medycznych. W 2011 objął funkcję sekretarza zarządu głównego Polskiego Towarzystwa Pediatrycznego (PTP) oraz wiceprzewodniczącego oddziału śląskiego PTP.
5 czerwca 2012 został powołany na stanowisko podsekretarza stanu w Ministerstwie Zdrowia w drugim rządzie Donalda Tuska. W listopadzie 2015 odwołano go z tej funkcji. Od 2016 był zastępcą dyrektora Szpitala Praskiego pw. Przemienienia Pańskiego w Warszawie do spraw medycznych. W maju 2024 został prezesem zarządu PZU Zdrowie, w kwietniu 2025 odwołany z tego stanowiska.